# Tsongkha
Tsongkha (tib. Tsong-kha, „Zwiebeltal“) ist ein Gebiet um Xining (Sining) im Osten von Qinghai in der nordosttibetischen Region Amdo.
Der Huang-Fluss (chin. Huang Shui; tib. Tsong Chu), ein Hauptzufluss des Gelben Flusses, durchfließt es von West nach Ost und bildet zusammen mit dem Gebiet um Xining die von den Tibetern als Tsongkha bezeichnete Landschaft.
Der tibetische Reformator Tsongkhapa („Person aus Tsongkha“) wurde hier geboren.
Im 11. Jahrhundert lag in dem im Chinesischen unter der Bezeichnung Qingtang (青唐,  Qīngtáng,  Ch'ing-t'ang) bekannten Gebiet um Xining ein tibetisches buddhistisches Königreich.